# Boo (programovací jazyk)
Boo je objektově orientovaný, staticky typovaný programovací jazyk. Jeho vývoj začal v roce 2003 v souvislosti se vznikem Common Language Infrastructure. Snaží se o využití podpory Unicode, možností tvorby vícejazyčných aplikací (internationalization) a webových aplikací. Jeho syntaxe byla inspirována jazykem Python a zaměřuje se navíc na rozšiřitelnost jazyka a překladače.
Mezi základní rysy jazyka patří:
- podpora .NET objektového modelu a typového systému (oproti C# je omezena především podpora generik)
- výrazné funkcionální rysy (stručné uzávěry à la Smalltalk, seznamové komprehenze, metody jsou first-class hodnoty)
- automatické odvození typů (u lokálních proměnných, datových členů a návratových hodnot)
- přímá podpora dynamického typování (pseudotyp duck)
- makroprogramování na vysoké úrovni abstrakce (souvisí s rozšiřitelností překladače)

Open source licence ve stylu MIT/BSD.
Boo může být použit na platformách Microsoft .NET nebo Mono.

## Ukázky zdrojového kódu

### Hello world program
```
 
print
 
"Hello, world!"

```

### Faktoriál
```
import
 
System
 
//
 
pouzivame
 
jmenny
 
prostor
 
System

a
 
as
 
int
 
=
 
int
.
Parse
(
gets
())
 
//
 
nacitame
 
do
 
a
 
cislo

fak
 
as
 
int
 
=
 
a

for
 
i
 
in
 
range
(
a
-
1
,
 
1
,
-
1
 
):
 
//
 
prochazime
 
zadany
 
rozsah

   
fak
 
*=
 
i
 

print
 
"$
{fak}
"
 
//
 
zobrazime
 
hodnotu
 
promenne
 
fak

```